# Rachida Khalil
Pour les articles homonymes, voir Khalil.
Rachida Khalil, née le 27 juillet 1973 à Taza, dans le nord-est du Maroc, est une comédienne franco-marocaine.

## Biographie
Elle a joué dans le film d'Aline Issermann, Cherche fiancé tous frais payés, sorti en 2007.
Son premier roman, Le Sentier de l'ignorance, sort fin mai 2008 aux éditions Anne Carrière.
En 2009, elle joue le spectacle L'Odyssée de ta race, mis en scène par elle-même et Géraldine Bourgue au théâtre des Mathurins.
En 2018, elle présente son nouveau spectacle Gravitationnelle au théâtre du Petit Gymnase, avec Louis Cariot.
Rachida Khalil est visée par une enquête ouverte par le parquet de Paris en 2014 pour trafic d'influence : son époux Henri Proglio, alors dirigeant d'EDF, reconnaît que l'entreprise a versé 60 000 euros à sa femme Rachida Khalil en 2012 par l'intermédiaire d'une association Electra proche d’EDF. Henri Proglio précise « J’ai remboursé l’argent versé à ma femme » et prétend n'avoir jamais fait pression sur EDF ou ses fournisseurs pour financer des spectacles de son épouse .

## Publications
- Le Sentier de l'ignorance, Paris, Éditions Anne Carrière, 2008, 352 p.  (ISBN 978-2-84337-457-9)
- Complément d’objet direct, Paris, Éditions Léo Scheer, 2013, 200 p.  (ISBN 978-2-7561-0426-3)